# Pancho Villa

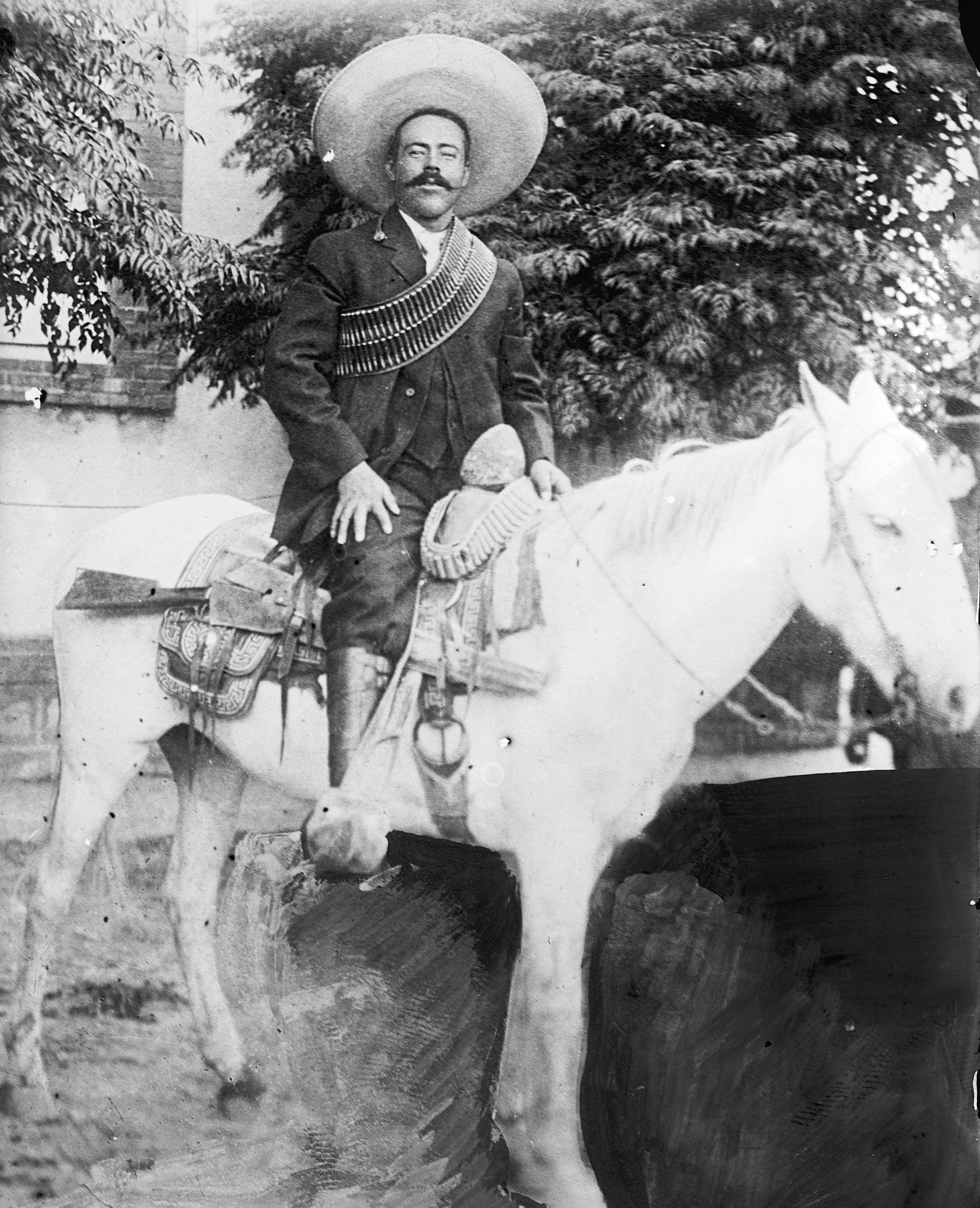
Pancho Villa mellan 1908 och 1919.

Pancho Villa, eller Francisco Villa (Pancho är smeknamnsformen av Francisco), nom de guerre för José Doroteo Arango Arámbula, född 5 juni 1878 i San Juan del Río, Durango, Mexiko, död 20 juli 1923 i Parral, Chihuahua, Mexiko, var en mexikansk general och revolutionär som ledde en av fraktionerna mot envåldshärskaren Porfirio Díaz åren 1910-1917.
År 1914 tecknade ett filmbolag i Hollywood ett kontrakt med Pancho Villa för att göra sin tids mest "realistiska film". För 25 000 dollar gick Villa med på att spela upp revolutionen i enlighet med filmstudions scenario. Filmarbetarna begav sig till Mexiko och slöt sig till Villas gerillatrupp. Regissören instruerade Villa var och när han skulle genomföra sin kamp. Eftersom kameramannen bara kunde filma i dagsljus, tillsades Villa att börja sina strider klockan nio på förmiddagen och avsluta desamma klockan fyra på eftermiddagen. När filmrullarna sedan provvisades i Hollywood ansågs det hela alltför otroligt för att kunna få filmpremiär.
Pancho Villa mördades på sin farm flera år efter att han dragit sig tillbaka från politiken.